# Markeick
Markeick ist eine Hofschaft im Norden der bergischen Großstadt Wuppertal.

## Lage und Beschreibung
Die Hofschaft liegt im Westen des Wohnquartiers Dönberg im Stadtbezirk Uellendahl-Katernberg auf einer Höhe von 219 m ü. NHN in der Gemarkung Untensiebeneick an der Stadtgrenze zu Velbert-Neviges. Am Ort fließt der Ötersbach, ein Zufluss des Hardenberger Bachs, vorbei.
Benachbarte Orte sind Fingscheidt, Öters, Knorrsiepen, Wolbeck, Schnappbrücke, Jommerhönschen, Grüntal, Langenkamp, Brunnenhäuschen, Ibach und Bruch, sowie die Velberter Ortsteile Zur Mühlen, Kopfstation, Asch, Ascherfeld, Straße, Oberheeg, Unterheeg, Kaiser, Korzert, Timpen, Lippgeskotten und Staudt.

## Geschichte
Im 19. Jahrhundert gehörte Markeick kirchlich zu der Kirchengemeinde Dönberg und politisch zur Bauerschaft Untensiebeneick der Bürgermeisterei Hardenberg. Damit gehörte es von 1816 bis 1861 zum Kreis Elberfeld und ab 1861 zum alten Kreis Mettmann. 
Der Ort ist auf der Gemeinde Charte des Parzellar Katasters der Bürgermeisterei Hardenberg von 1815/16 als Markeich eingezeichnet. 1888 lebten in Markeick acht Einwohner in einem Haus.
Mit der Kommunalreform von 1929 wurde der südliche Teil von Dönberg abgespalten und mit weiteren, außerhalb von Dönberg liegenden Nevigeser Ortschaften in die neu gegründete Stadt Wuppertal eingemeindet, der Rest Dönbergs mit Markeick verblieb zunächst bei Neviges. Durch die nordrhein-westfälische Gebietsreform kam Neviges mit Beginn des Jahres 1975 zur Stadt Velbert und das erneut geteilte Dönberg wurde bis auf die nördlichen Außenortschaften, die bei Velbert verblieben, ebenfalls Wuppertal eingemeindet.